# Acalypha perrieri
Acalypha perrieri är en törelväxtart som beskrevs av Jacques Désiré Leandri. Acalypha perrieri ingår i släktet akalyfor, och familjen törelväxter. Inga underarter finns listade i Catalogue of Life.